# 流花街道
流花街道（りゅうかがいどう）は、広州市越秀区の街道。現行行政地名は流花街道花果山社区、流花街道流花橋社区などの社区5個がある。面積は1.77km2。

## 地理
広州市越秀区の北西部に位置している。

## 行政区画
5街道を管轄する。
| 番号 | 社区名     |
| ---- | ---------- |
| 01   | 桂花崗社区 |
| 02   | 桂花苑社区 |
| 03   | 火車駅社区 |
| 04   | 流花橋社区 |
| 05   | 花果山社区 |

## 施設

### 交通
・地下鉄の駅：